# Линднер, Хайнц
Хайнц Ли́нднер (нем. Heinz Lindner; род. 17 июля 1990, Линц, Австрия) — австрийский футболист, вратарь швейцарского клуба «Сьон» и сборной Австрии, выступающий на правах аренды за бельгийский «Юнион». Чемпион Австрии в сезоне 2012/13.

## Клубная карьера
Линдер — воспитанник столичного клуба «Аустрия». 13 февраля 2010 года дебютировал за первую команду в матче против клуба «Капфенберг». 24 марта 2010 года впервые провёл «сухой» матч против клуба «Рид». Постепенно стал основным вратарём команды.
15 июля 2010 года дебютировал в Еврокубках, а именно в Лиге Европы в матче против боснийского клуба «Широки Бриег». 22 июля 2010 года провёл первый «сухой» матч в Лиге Европы против команды «Широки Бриег».
В сезоне 2015/16 Хайнц Линднер перешел в «Айнтрахт» Франкфурт, подписав с клубом контракт до 30 июня 2017 года. А в июне 2017 года Линднер подписал контракт с «Грассхоппером» из Цюриха. В октябре 2019 года Линднер вернулся в Германию — футболист перешел в «Веен» из города Висбаден, подписав с клубом контракт до июня 2020 года. 8 сентября 2020 года подписал контракт со швейцарским «Базелем».

## Международная карьера
Линдер дебютировал за австрийскую сборную 1 июня 2012 года в товарищеском матче со сборной Украины, который завершился со счётом 3:2 в пользу Австрии. 22 марта 2012 года впервые провёл «сухой» матч против сборной Фарерских островов.

## Достижения
«Аустрия» (Вена)
- Чемпион Австрии: 2012/13
- Серебряный призёр чемпионата Австрии: 2009/10

«Айнтрахт» (Франкфурт)
- Финалист Кубка Германии (1): 2016/17

## Статистика
| Сезон           | Клуб                            | Дивизион               | Лига  | Лига | Кубок | Кубок | Континентальные | Континентальные | Всего | Всего |
| Сезон           | Клуб                            | Дивизион               | Матчи | Голы | Матчи | Голы  | Матчи           | Голы            | Матчи | Голы  |
| --------------- | ------------------------------- | ---------------------- | ----- | ---- | ----- | ----- | --------------- | --------------- | ----- | ----- |
| 2009/10         | Аустрия (Вена)                  | Австрийская Бундеслига | 16    | 0    | 1     | 0     | 0               | 0               | 17    | 0     |
| 2010/11         | Аустрия (Вена)                  | Австрийская Бундеслига | 24    | 0    | 0     | 0     | 6               | 0               | 30    | 0     |
| 2011/12         | Аустрия (Вена)                  | Австрийская Бундеслига | 23    | 0    | 5     | 0     | 3               | 0               | 31    | 0     |
| 2012/13         | Аустрия (Вена)                  | Австрийская Бундеслига | 36    | 0    | 4     | 0     | 0               | 0               | 40    | 0     |
| 2013/14         | Аустрия (Вена)                  | Австрийская Бундеслига | 36    | 0    | 1     | 0     | 10              | 0               | 47    | 0     |
| 2014/15         | Аустрия (Вена)                  | Австрийская Бундеслига | 31    | 0    | 6     | 0     | 0               | 0               | 37    | 0     |
| 2015/16         | «Айнтрахт» (Франкфурт-на-Майне) | Бундеслига             | 0     | 0    | 1     | 0     | 0               | 0               | 1     | 0     |
| Всего в карьере | Всего в карьере                 | Всего в карьере        | 166   | 0    | 18    | 0     | 19              | 0               | 203   | 0     |